# Justicia nuriana
Justicia nuriana är en akantusväxtart som beskrevs av D.C. Wasshausen. Justicia nuriana ingår i släktet Justicia och familjen akantusväxter. Inga underarter finns listade i Catalogue of Life.